# Парасковіївка (Бахмутський район)
Параско́віївка — село Соледарської міської громади Бахмутського району Донецької області в Україні.

## Історія

Пам'ятник і братська могила загиблих у Другій світовій війні

Село постраждало внаслідок геноциду українського народу, вчиненого урядом СССР у 1932—1933 роках, кількість встановлених жертв — 50 людей.
На початку 60-х років XX століття в селищі Парасковіївка здійснюється потужна реконструкція рудника для розробки Брянцівського шару солі. З метою якісного транспортного забезпечення новобудови і солешахти в майбутньому на залізничному перегоні Бахмут — Сіверськ будується станція з під'їзними коліями. З нагоди 100-ї річниці від дня смерті Т. Г. Шевченка нова станція Донецької залізниці отримала назву «Шевченко» (1961 р.).
В ході російсько-української війни село було окуповане 18 лютого 2023 року силами ПВК «Вагнер».

## Населення

### Мова
Розподіл населення за рідною мовою за даними перепису 2001 року:
| Мова            | Кількість | Відсоток |
| --------------- | --------- | -------- |
| українська      | 2166      | 77.16%   |
| російська       | 622       | 22.16%   |
| білоруська      | 8         | 0.29%    |
| вірменська      | 6         | 0.21%    |
| румунська       | 2         | 0.07%    |
| грецька         | 1         | 0.04%    |
| інші/не вказали | 2         | 0.07%    |
| Усього          | 2807      | 100%     |

## Відомі люди
- Бахурець Іван Петрович (нар. 23 липня 1955 року) — молодіжний лідер, краєзнавець, один з успішних керівників сільськогосподарських підприємств на Донеччині у період їх реформування у 1990-х роках, меценат.

### Російсько-українська війна
15 лютого 2015 р. під час бойових дій проти російських окупантів біля Парасковіївки загинув солдат добровольчого батальйону «Донбас» Анатолій Карайбіда.

### Російське вторгнення 2022 року
9 січня 2023 року виявивши стійкість і мужність, захищаючи волю і незалежність української землі загинув капітан Анатолій Сергійович Ткаченко від поранення під час виконання службового завдання біля с. Парасковіївка Бахмутського району Донецької області в результаті обстрілу ворожою технікою
У січні 2023 року, після загострення ситуації на відтинку фронту між Соледаром і Бахмутом, російські війська почали завдавати артилерійських ударів по селу, збільшилася кількість жертв серед цивільного населення.
Станом на 12-31 січня 2023 року в районі населеного пункту тривають «найбільш запеклі бої» на бахмутському напрямку, атаки ворога відбито. Протягом другої половини січня тривають постійні інтенсивні обстріли від ворожої артилерії, РСЗВ, танків та мінометів, ситуація напружена. 
У лютому інтенсивні обстріли тривають, відбиваються атаки ворога. 7 лютого 2023 року поблизу села відбувся бій. 9 лютого в північній частині села знищуються штурмові загони росіян. У середині лютого тривають бої в центральній частині села.
16-17 лютого село опиняється під контролем російських військ, зі сторони Парасковіївки відбуваються штурми північної частини Бахмута.
Втрати серед цивільного населення та руйнування будинків Парасковіївки
(За даними Донецької обласної військово-цивільної адміністрації)
2023 рік
| Дата                | Загиблі | Поранені | Пошкоджені будинки | Примітки                                                                              |
| ------------------- | ------- | -------- | ------------------ | ------------------------------------------------------------------------------------- |
| 2-8 січня           |         |          | 10                 |                                                                                       |
| 9-15 січня          | 2       |          | 30                 | загиблі - 11 та 14 січня                                                              |
| 16-22 січня         |         |          |                    | немає даних                                                                           |
| 23-29 січня         | 5       | 8        | кілька десятків    | загиблі - 23, 26 та 27 (3 особи) січня, 23 січня пошкоджена школа та численні будинки |
| 30 січня - 5 лютого | 1       |          | кілька десятків    | загиблий - 30 січня, численні пошкодження будинків                                    |
| 6-12 лютого         |         | 2        | кілька десятків    | численні пошкодження приватних і багатоповерхових будинків                            |
| 13-19 лютого        |         |          |                    |                                                                                       |

## Також
- Перелік населених пунктів, що постраждали від Голодомору 1932—1933 (Луганська область)